# Ерденехайрхан
Ерденехайрхан (монг. Эрдэнэхайрхан) — з 1952 року сомон Завханського аймаку, Монголія. Територія 4,1 тис. км², населення 3,5 тис. Центр сомону Алтай розташований на відстані 1101 км від Улан-Батору, 117 км від міста Уліастай.

## Рельєф
Гори Тудевтей (2916 м), Темеенчулуун хяр (2723 м.), Ундурмандал (2897 м), Мусун, Харганин хяр, Торхош, Шавартин цахур (2050 м), Іх хайрхан (2027 м.) та ін.. Піщані бархани Борхира. Річки Хунгийн гол, Мусун, Темеенчулуун, багато неглибоких озер.

## Клімат
Різкоконтинентальний клімат. Середня температура січня −20-24 градуси, липня +16-22 градуси. У середньому протягом року випадає 150 мм опадів

## Економіка
Поклади залізної руди. Хімічна та будівельна сировина

## Тваринний світ
Водяться козулі, вовки, лисиці, аргалі, кішки-манули, дикі кози, зайці, тарбагани.

## Соціальна сфера
Є школа, лікарня, сфера обслуговування
.